# Mistrzostwa Europy w Wioślarstwie 1967
57. Mistrzostwa Europy w Wioślarstwie odbyły się w dniach 1–3 września (zawody kobiet) oraz 7–10 września (zawody mężczyzn) 1967 r. we francuskim Vichy. Mężczyźni rywalizowali w 7, a kobiety w 5 konkurencjach wioślarskich na pobliskim zbiorniku (Lac d'Allier) rzeki Allier. 

## Medaliści

### Mężczyźni
| Konkurencja                 | Złoto | Czas    | Srebro | Czas    | Brąz | Czas    | Źródło      |
| --------------------------- | --- | ------- | --- | ------- | --- | ------- | ----------- |
| M1x (jedynka)               | Achim Hill | 7:59.88 | Wiaczesław Iwanow | 8:02.64 | Jan Wienese | 8:07.82 | [ 1 ] [ 2 ] |
| M2x (dwójka podwójna)       | Szwajcaria Melchior Bürgin · Martin Studach | 6:47.58 | Bułgaria Jordan Wyłcew · Atanas Żelew | 6:49.95 | Czechosłowacja Jaroslav Hellebrand · Petr Krátký | 6:50.22 | [ 3 ]       |
| M2- (dwójka bez sternika)   | Stany Zjednoczone Larry Hough · Tony Johnson | 7:45.98 | NRD Peter Gorny · Günter Bergau | 7:56.54 | RFN Udo Brecht · Hans-Johann Färber | 7:59.77 | [ 4 ] [ 2 ] |
| M2+ (dwójka ze sternikiem)  | Włochy Primo Baran · Renzo Sambo · Bruno Cipolla (sternik) | 8:07.01 | NRD Hans-Jürgen Friedrich · Werner Riemann · Manfred Wozniak (sternik) | 8:12.32 | Czechosłowacja Ivan Miluška · Karel Kolesa · Milan Kuchařík (sternik) | 8:12.81 | [ 5 ] [ 2 ] |
| M4- (czwórka bez sternika)  | NRD Frank Forberger · Frank Rühle · Dieter Grahn · Dieter Schubert                                                                                                   | 6:47.50 | Węgry László Lucsányszky · József Csermely · György Sarlós · Csaba Czakó | 6:53.24 | Stany Zjednoczone Lee Demarest · Robert Brayton · Larry Gluckman · Hugh Foley | 6:55.11 | [ 6 ] [ 2 ] |
| M4+ (czwórka ze sternikiem) | ZSRR Zigmas Jukna · Antanas Bagdonavičius · Wołodymyr Sterlik · Juozas Jagelavičius · Jurij Łoriencson (sternik)                                                     | 7:02.67 | NRD Jochen Mitzner · Karl-Heinz Schneider · Günter Roock · Rolf Zimmermann · Johannes Nath (sternik)                                                                           | 7:10.51 | Rumunia Reinhold Batschi · Petre Ceapura · Emanoil Stratan · Ștefan Tudor · Ladislau Lovrenschi (sternik)                                                                                    | 7:10.74 | [ 7 ] [ 2 ] |
| M8+ (ósemka)                | RFN Horst Meyer · Dirk Schreyer · Rüdiger Henning · Ulrich Luhn · Wolfgang Hottenrott · Egbert Hirschfelder · Jörg Siebert · Roland Böse · Gunther Tiersch (sternik) | 6:04.89 | Stany Zjednoczone Ian Gardiner · Curtis Canning · Andy Larkin · Scott Steketee · Franklin Hobbs · Jacques Fiechter · Cleve Livingston · David Higgins · Paul Hoffman (sternik) | 6:06.46 | ZSRR Jurij Chodorow · Wiktor Suslin · Apolinaras Grigas · Aleksandr Martyszkin · Władimir Iljinski · Władimir Rikkanien · Michaił Machonow · Nikołaj Sumatochin · Wiktor Michiejew (sternik) | 6:06.49 | [ 8 ] [ 2 ] |

### Kobiety
| Konkurencja                           | Złoto | Czas    | Srebro | Czas    | Brąz | Czas    | Źródło       |
| ------------------------------------- | --- | ------- | --- | ------- | --- | ------- | ------------ |
| W1x (jedynka)                         | Anita Kuhlke | 3:57.67 | Alena Kvasilová-Postlová | 3:59.64 | Genovaitė Šidagytė | 4:01.36 | [ 9 ] [ 2 ]  |
| W2x (dwójka podwójna)                 | ZSRR Tatjana Gomołko · Daina Šveica | 3:31.65 | NRD Monika Sommer · Ursula Pankraths | 3:36.51 | Holandia H.M.R. Arbouw van der Veen · W. Wacht | 3:37.79 | [ 10 ] [ 2 ] |
| W4x+ (czwórka podwójna ze sternikiem) | ZSRR Sofija Gruczowa · Aleksandra Boczarowa · Galina Konstantinowa · Tatjana Markwo · Natalja Zacharowa (sternik)                                                                         | 3:22.69 | Węgry Ágnes Salamon · Katalin Dávid · Zsuzsanna Szappanos · Mária Fekete · Margit Komornik (sternik)                                                             | 3:25.58 | Bułgaria Miglena Toczewa · Werka Alekseewa · Ekaterina Kostowa · Stojka Genowa · Ganka Christowa (sternik)                                                              | 3:25.60 | [ 11 ]       |
| W4+ (czwórka ze sternikiem)           | NRD Helga Schmidt · Renate Schlenzig · Barbara Koch · Barbara Behrend · Ulrike Skrbek (sternik)                                                                                           | 3:39.61 | ZSRR Marija Kowalowa · Marija Chapkowa · Nina Bystrowa · Nina Burakowa · Olga Błagowieszczenska (sternik)                                                        | 3:41.18 | Rumunia Ana Tamaș · Florica Ghiuzelea · Luminița Golgoțiu · Teodora Untaru · Ștefania Borisov (sternik)                                                                 | 3:42.26 | [ 12 ] [ 2 ] |
| W8+ (ósemka)                          | ZSRR Ałła Pierworukowa · Irena Bačiulytė · Sofija Korkutytė · Leokadija Semaško · Klavdija Koženkova · Aldona Čiukšytė · Genė Galinytė · Rita Tamašauskaitė · Jūratė Narvidaite (sternik) | 3:13.29 | NRD Inge Mundt · Hanna Mitter · Renate Weber · Gitta Kubik · Renate Boesler · Rosemarie Schmidtke · Ingeborg Diesing · Renate Seyfarth · Ulrike Skrbek (sternik) | 3:14.88 | Rumunia Viorica Moldovan · Emilia Rigard · Stana Tudor · Doina Bălașa · Ana Tamaș · Florica Ghiuzelea · Teodora Untaru · Luminița Golgoțiu · Ștefania Borisov (sternik) | 3:21.31 | [ 13 ] [ 2 ] |

## Klasyfikacja medalowa
| Miejsce | Reprezentacja     | Złoto | Srebro | Brąz | Razem |
| ------- | ----------------- | ----- | ------ | ---- | ----- |
| 1.      | NRD               | 4     | 5      | 0    | 9     |
| 2.      | ZSRR              | 4     | 2      | 2    | 8     |
| 3.      | Stany Zjednoczone | 1     | 1      | 1    | 3     |
| 4.      | RFN               | 1     | 0      | 1    | 2     |
| 5.      | Szwajcaria        | 1     | 0      | 0    | 1     |
| 5.      | Włochy            | 1     | 0      | 0    | 1     |
| 7.      | Węgry             | 0     | 2      | 0    | 2     |
| 8.      | Czechosłowacja    | 0     | 1      | 2    | 3     |
| 9.      | Bułgaria          | 0     | 1      | 1    | 2     |
| 10.     | Rumunia           | 0     | 0      | 3    | 3     |
| 11.     | Holandia          | 0     | 0      | 2    | 2     |
| Razem   | Razem             | 12    | 12     | 12   | 36    |